# Omalosecosa ramulosa
Omalosecosa ramulosa is een mosdiertjessoort uit de familie van de Celleporidae. De wetenschappelijke naam van de soort is voor het eerst geldig gepubliceerd in 1767 door Carl Linnaeus.

## Beschrijving
De lichtgele kolonies vormen kleine, sterk vertakte struiken, minder dan 8 cm hoog. De takken hebben een cirkelvormige doorsnede en zijn smal naar de punt toe.

## Verspreiding
Omalosecosa ramulosa is geregistreerd langs de Atlantische kusten van Europa, van Noorwegen tot Portugal, inclusief de Britse Eilanden. Het wordt meestal gevonden op rotsachtig substraat, maar soms ook op hydroïdpoliepen of algen. Het dieptebereik ligt meestal tussen de 14 en 400 meter.